# 盖孜库木乡
盖孜库木乡，是中华人民共和国新疆维吾尔自治区阿克苏地区沙雅县下辖的一个乡镇级行政单位。

## 行政区划
盖孜库木乡下辖以下地区：
盖孜库木村、库木博斯坦村、吐央村、牧场村、空阿勒恰克拜勒村、奥希阔勒地牧场村、英卡尔坤村、英博斯坦村、结然巴西村和卡尔墩村。